# Тутберидзе, Зураб Леванович
Зураб Леванович Тутберидзе (род. 17 января 1942) — советский и грузинский кинорежиссёр и сценарист.

## Биография
В 1964 году окончил политехнический институт. В 1968-69 гг. учился на Высших курсах сценаристов и режиссёров, на отделении кинорежиссеров-постановщиков телевизионного художественного фильма, в 1971 году защитил диплом.

## Фильмография

### Режиссёрские работы
- 1970 — Счастливое путешествие
- 1971 — Кола и Вано
- 1972 — Прогулка
- 1973 — Родник
- 1979 — Нико в горах ("Первые горы")
- 1981 — Тропинки в горах ("Небесные тропы")
- 1983 — Град
- 1987 — Время нашего детства
- 1994 — Эртацминда

### Сценарии
- 1973 — Родник
- 1987 — Время нашего детства
- 1994 — Эртацминда